# 유릉 (헌애왕후)
유릉(幽陵)은 고려 제5대 경종의 제3비인 헌애왕후 황보씨(천추태후)의 능이다. 현재 위치는 알 수 없다.